# كلية فوكس فالي التقنية
كلية فوكس فالي التقنية (بالإنجليزية: Fox Valley Technical College)‏ (يُشار إليها اختصارًا: FVTC أو Fox Valley Tech)؛ كلية تقنية عامة، تقع في مدينة غراند شوت بولاية ويسكونسن في الولايات المتحدة الأمريكية. وهي عضو في نظام الكلية التقنية ويسكونسن. تقدم أكثر من 200 درجة زمالة ودبلوم فني وبرامج شهادات وكذلك تعليمات تتعلق بـ 20 مهنة تدريب. لديها اتفاقيات تحويل الائتمان مع أكثر من 30 كلية وجامعة.
يقع الحرم الجامعي الرئيسي في مدينة غراند شوت مع حرم ثان في مدينة أوشكوش. لدى الكلية مراكز إقليمية أصغر في كل من بلدات شيلتون، كلينتونفيل، واوباكا، وواتوما. كما أنها تدير مركزًا للتدريب على السلامة العامة في بلدة غرينفيل.

## الإعتماد الأكاديمي
اعتمدت الكلية من قبل لجنة التعليم العالي واتحاد الشمال المركزي للكليات والمدارس. تحتفظ الكلية باعتمادها مع لجنة التعليم العالي من خلال عملية برنامج تحسين الجودة الأكاديمية (AQIP) وهو معتمد من NCA منذ عام 1970.

## الرؤساء
- وليام م. سيريك، في 1967 حتى 30 يونيو 1982
- دكتور ستانلي سبانباور، 1 يوليو 1982 حتى 30 يونيو 1993
- دكتور فيكتور بالدي، 1 يوليو 1993 حتى 31 ديسمبر 1999
- د. لورانس ف. جونسون، 1 يوليو 2000 حتى 22 يونيو 2001
- جيمس ميلسلاجل، 25 يونيو 2001 حتى 31 ديسمبر 2001
- د. ديفيد ل. بويتنر، 7 يناير 2002 حتى 15 أغسطس 2008
- الدكتورة سوزان أ. ماي، 1 يوليو 2008 - حتى الآن

## التاريخ
في عام 1912 شكلت المدارس المهنية ستة مواقع هي أبليتون، وبريليون، وكاكونا، وميناشا، ونينة، وأوشكوش في ولاية ويسكونسن. في عام 1967 قسمت الهيئة التشريعية لولاية ويسكونسن إلى ستة عشر مقاطعة، مما أدى إلى دمج المدارس وتشكيل معهد فوكس فالي التقني. في عام 1987 تمت إعادة تسمية الكلية إلى جانب جميع الكليات التقنية الحكومية وأصبحت تعرف باسم كلية فوكس فالي التقنية.

## تواريخ بارزة في الكلية
- 1912: نظمت المدارس المهنية في بلدات أبليتون، وبريليون، وكاكونا، وميناشا، ونينة، وأوشكوش.
- 1967: إنشاء معهد فوكس فالي التقني (FVTI) الذي أنشأته الهيئة التشريعية لولاية ويسكونسن.
- 1968: عقد أول استفتاء عام
- 1972: افتتحت الكلية حرمها الرئيسي في أبليتون، ويسكونسن.
- 1976: تأسيس مؤسسة
- 1978: الكلية تفتتح مركز واتوما الإقليمي
- 1979: افتتاح مركز كلينتونفيل الإقليمي
- 1981: افتتاح مركز شيلتون الإقليمي
- 1982: افتتاح حرم أوشكوش ريفرسايد
- 1983: افتتاح مركز نينه الإقليمي
- 1987: تغيير الاسم إلى كلية فوكس فالي التقنية وافتتاح مركز بورديني
- 1993: افتتاح مركز واوباكا الإقليمي
- 1998: عقد استفتاء عام
- 2012: عقد استفتاء عام
- 2015: افتتاح مركز تدريب السلامة العامة في غرينفيل

## مراكز خاصة

### مركز تدريب السلامة العامة
في عام 2015، افتتحت الكلية مركز تدريب السلامة العامة في غرينفيل على الطرف الجنوبي من مطار أبليتون الدولي. يحتوي المركز على العديد من المحاكيات الحديثة بالإضافة إلى مدينة وهمية لتدريب الطلاب المسجلين في برامج السلامة العامة بالمدرسة.
كما يحتوي المركز على طائرة بوينج 727 تم التبرع بها من قبل FedEx Express. كما تستخدم وكالات السلامة العامة هذا المرفق بشكل متكرر في جميع أنحاء الولايات المتحدة الأمريكية لتدريبهم المنتظم. وتستخدم شركة بيرس الصناعية أيضًا المركز لاختبار جهاز الحريق الجديد الخاص بهم.
في أكتوبر 2018، بدأت الكلية العمل على تأمين مبلغ 10.4 مليون دولار للمركز الذي تموله إدارة الطيران الفيدرالية. حيث ضاف التوسيع في مرافق المركز، التدريب على مكافحة الحرائق للطائرات والذي تم استخدامه من المطارات في جميع أنحاء الولايات المتحدة.

### مدرسة طيران
تمتلك الكلية مدرسة طيران معتمدة من FAA تقدم برامج تجريبية وفنية في صيانة طائرات (A&P) وبرامج إلكترونيات الطائرات.
تقع المدرسة في أوشكوش على الحافة الشرقية لمطار ويتمان الإقليمي.

## الجوائز
فاز نادي AITP التابع للكية بأول جائزة وطنية له عندما حصل على المركز الأول في الاتصالات الرسومية في المؤتمر الوطني لعام 2009.
في عام 2010 فاز النادي بـ «مسابقة الاتصالات الرسومية» و «أعلى درجات شهادة الكلية - ACP»، وحل بالمركز الثاني في مواجهة 124 كلية في فئة «استكشاف أخطاء الكمبيوتر الشخصي». كما حصل النادي على «فصل الطالب المتميز في AITP للعام (2008-2009) - المنطقة 5». وفي عام 2011، فاز النادي بجائزة المركز الأول للسنة الثالثة على التوالي. وقد احتلت المركز الأول في فئة «البانر الاحترافي» والمركز الثاني في فئة «البانر الفني».
مُنحت مستشارة النادي بريندا ويلز «أفضل مستشارة للعام الدراسي AITP للعام 2011».

## معرض صور

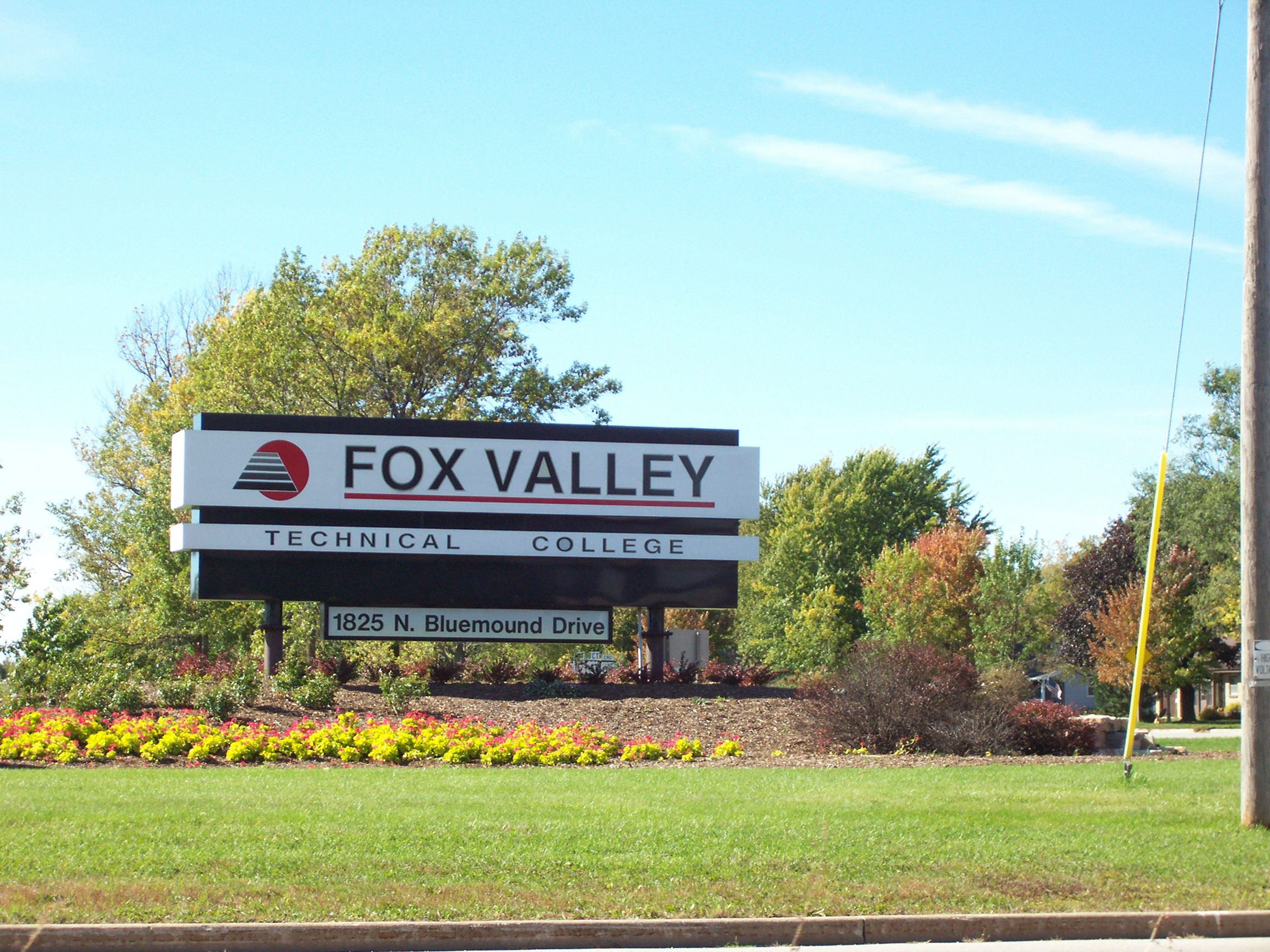
علامة طريق (تم استبدالها الآن بعلامة جديدة)
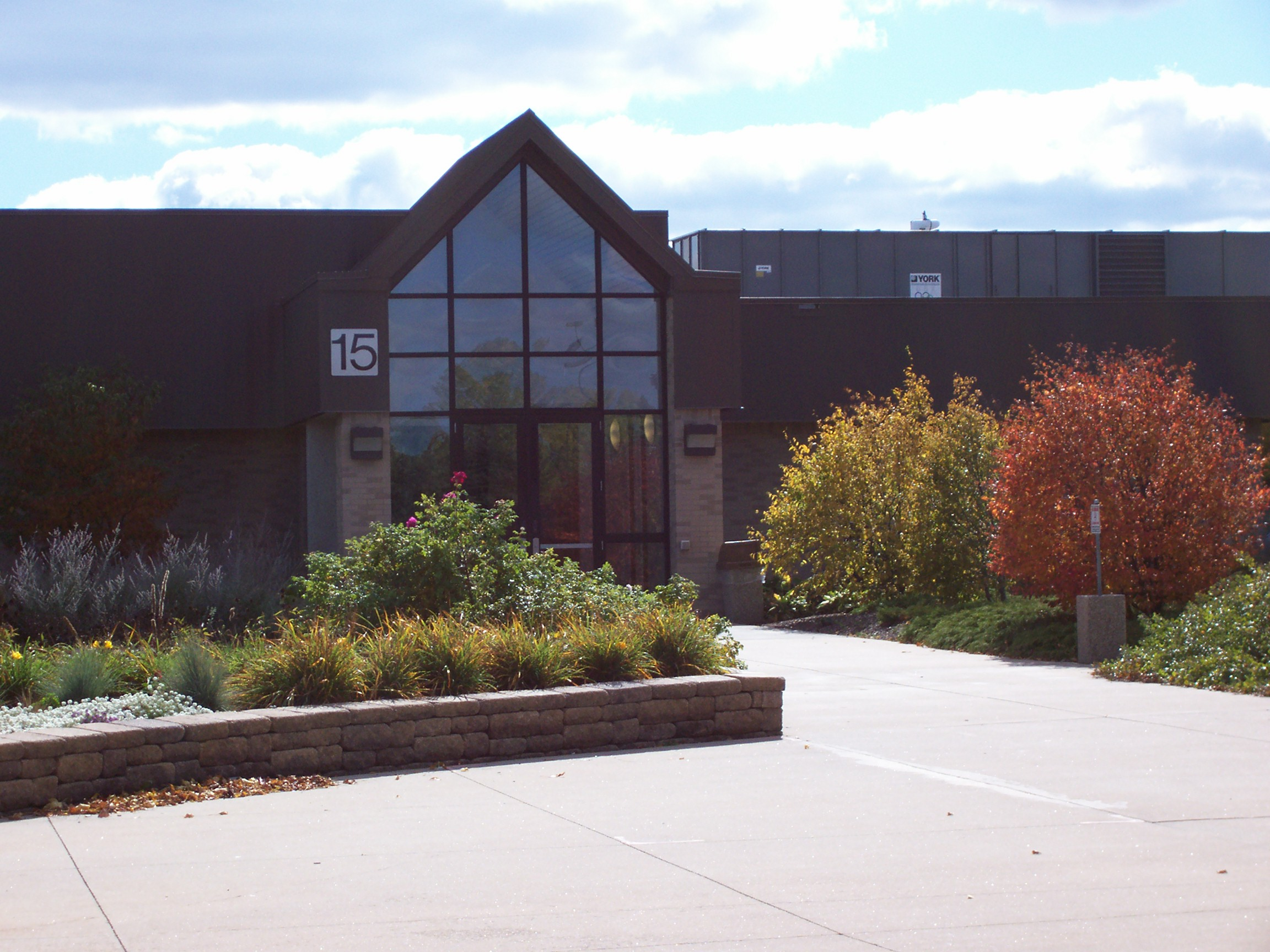
مدخل أبليتون شمال الحرم الجامعي
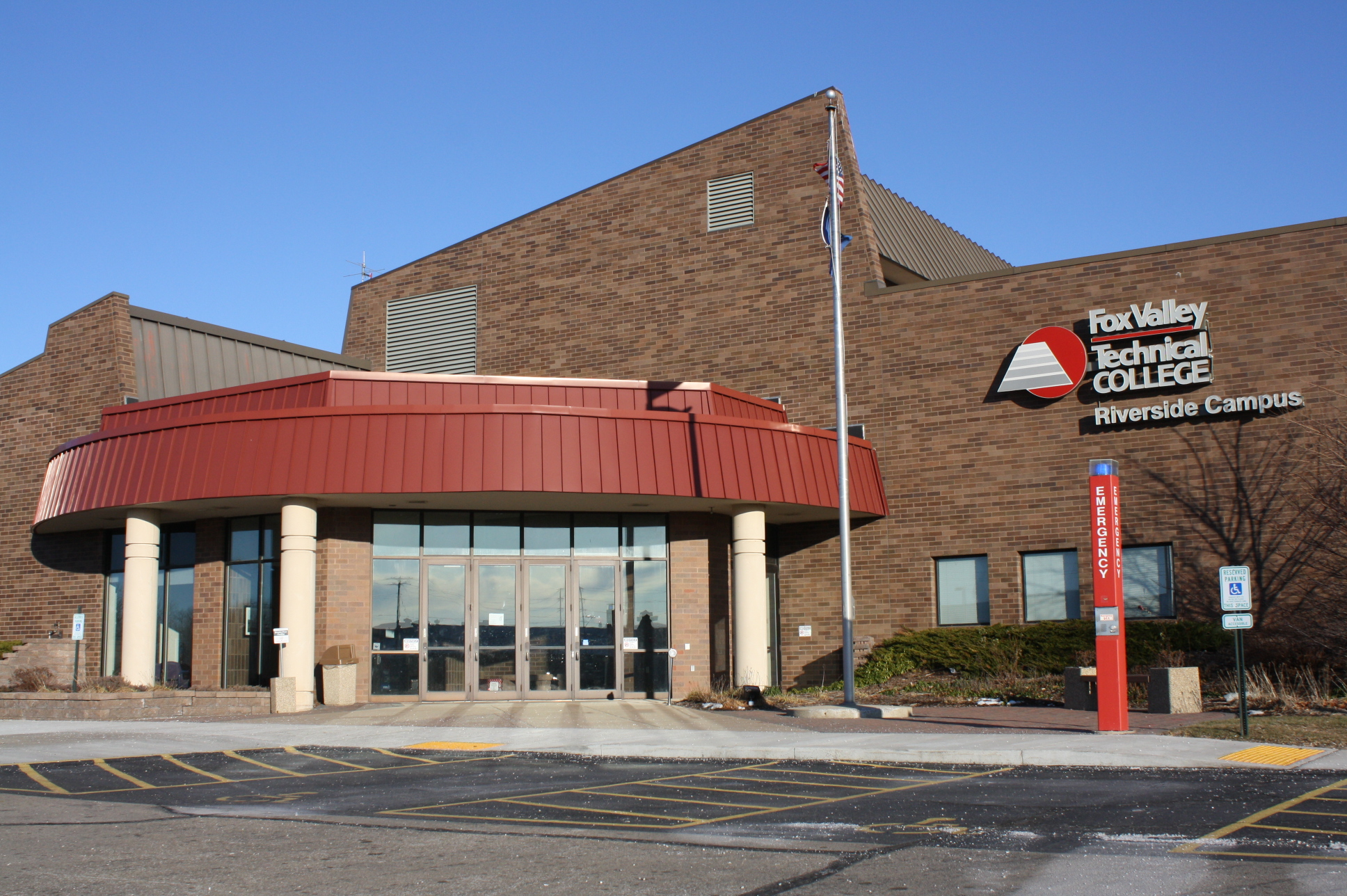
حرم أوشكوش
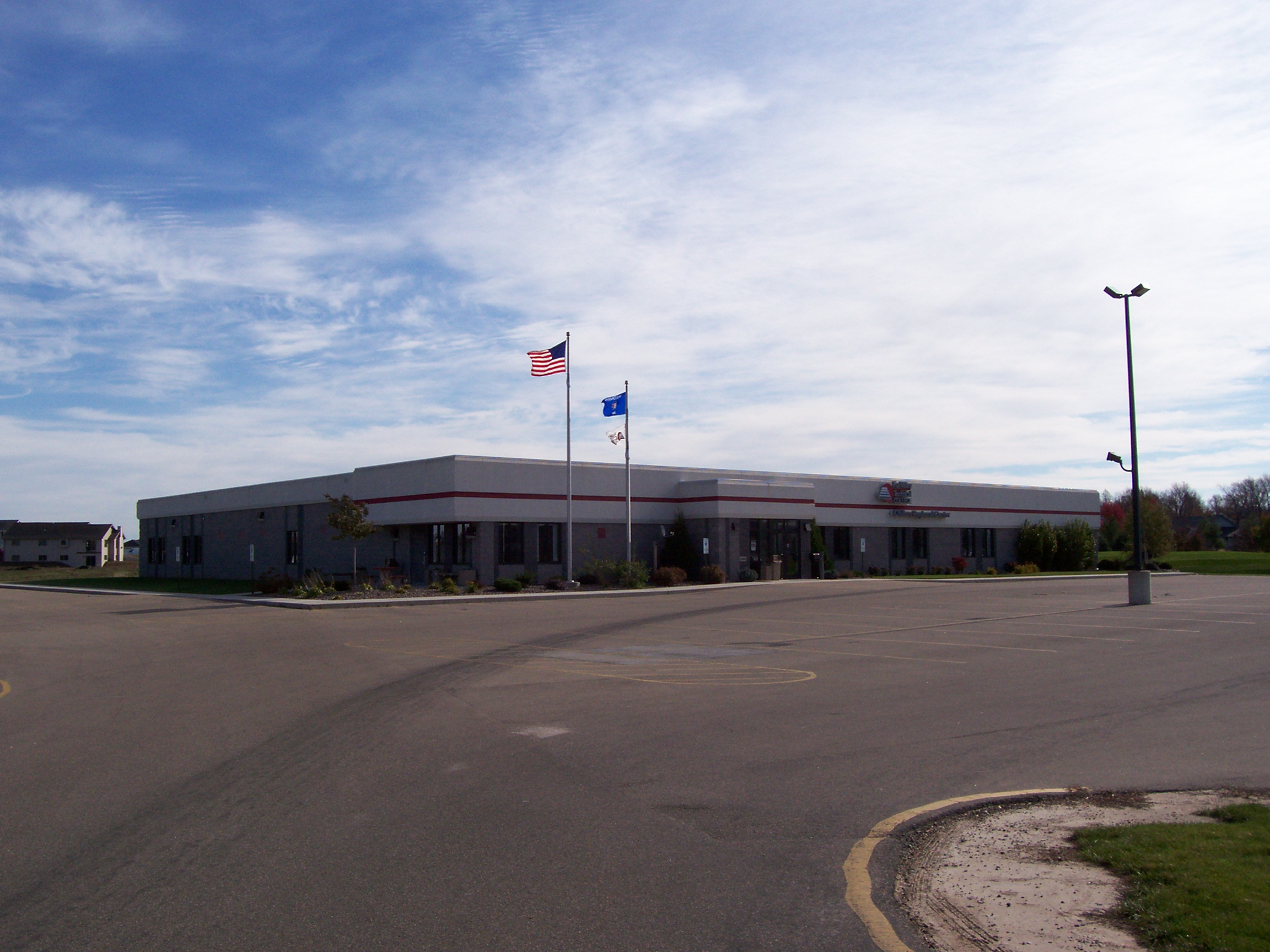
المركز الإقليمي شيلتون
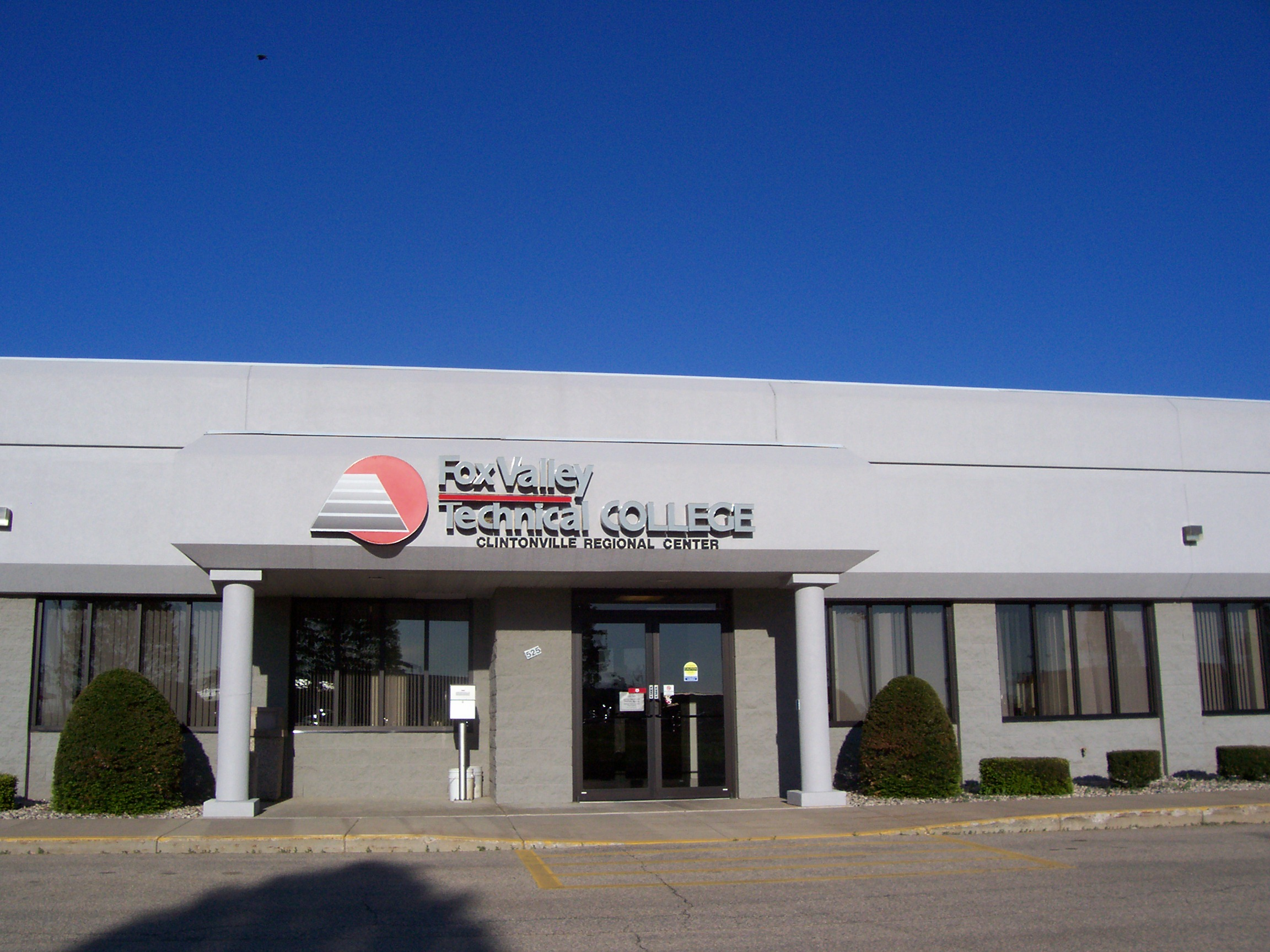
المركز الإقليمي كلينتونفيل
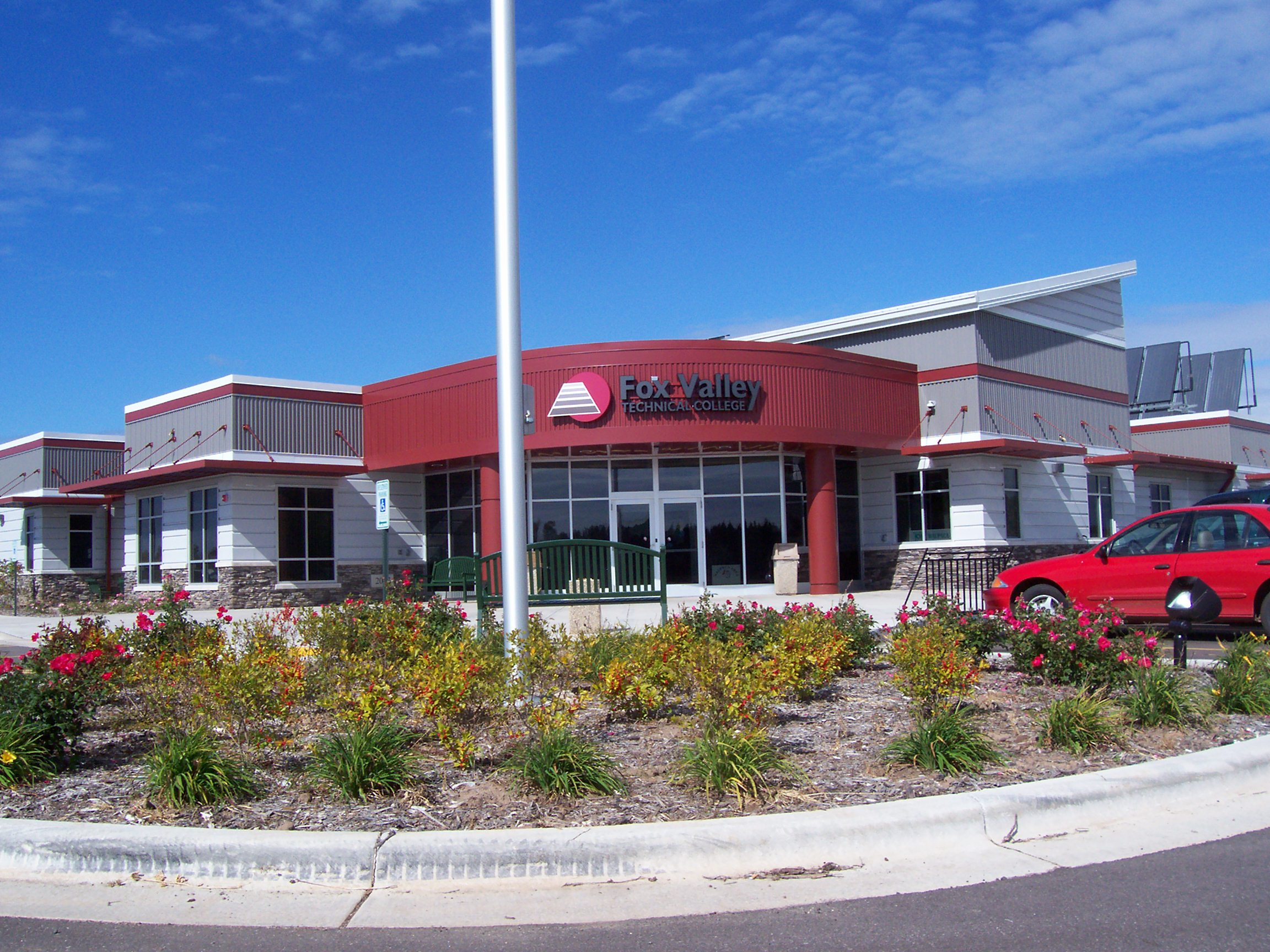
المركز الإقليمي Waupaca.

## روابط خارجية
- الموقع الرسمي